# Török Lajos (bőrgyógyász)
Török Lajos, született Taub Lajos (Buda, 1863. szeptember 3. – Budapest, 1945. január 25.) orvos, bőrgyógyász, egyetemi rendkívüli tanár. Delli Emma színésznő férje.

## Élete
Török (Taub) Vilmos és Grünhut Mária fiaként született. Tanulmányait a Budapesti Tudományegyetemen végezte, ahol 1887-ben orvosdoktorrá avatták. 1885-ben egyetemi pályadíjat nyert egy az élet- és kórvegytan köréből való munkájával. 1886-tól 1888-ig gyakornok volt a kórbonctani tanszéken. 1888-tól 1891-ig Bécsben, Kielben, Londonban, Párizsban és Hamburgban tartózkodott, főleg bőrgyógyászati tanulmányokkal foglalkozva; ez utóbbi helyen Unna bőrgyógyászai klinikáján két évig (1888–1890) mint segédorvos működött. 1891-ben a párizsi, 1897-ben az olasz és 1899-ben a bécsi dermatológiai társulat választotta meg levelező tagnak. 1895-ben a Budapesti Tudományegyetemen a bőr- és bujakórtanból magántanári képesítést szerzett. 1898. december 15-én Budapesten, a Terézvárosban házasságot kötött Delli Emma színésznővel. 1898-tól a Szent Rókus Kórház XI. k. fiókosztályának és a budapesti poliklinikájának rendelő orvosa és 1908-tól egyetemi rendkívüli tanár volt. 1919-ben az egyetemi bőrklinika előadója lett. Halálát tüdőgyulladás okozta.
Cikkeit, amelyek magyarul, németül, franciául és olaszul jelentek meg, felsorolja Hőgyes.

## Munkái
- Az ekzema kór- és gyógytana. Budapest, 1892. (Klinikai Füzetek II. 12.)
- A syphilis gyógykezelése. Budapest, 1893. (Klinikai Füzetek III. 5.)
- Allgemeine Diagnostik der Hautkrankheiten begründet auf pathologische Anatomie, 1895
- Die eiternden Hautkrankheiten. Budapest, 1897. (Különnyomat a Pester med.-chirurg. Presseből)
- A bőrkórtan kézikönyve. I. Általános rész. Budapest, 1898
- A seborrhoa corporis (Duhring) és annak viszonya a sporiasis vulgarishoz és az exemához. Budapest, 1899. (Orvosi Hetilap Közleményei)
- A viszketésről. Budapest, 1899. (Különnyomat a Gyógyászatból)
- Az exema parasitarius eredetének kérdése. Budapest, 1899. (Különnyomat a Gyógyászatból)
- A bőr angioneurosisairól. Budapest, 1900. (Különnyomat a Gyógyászatból)
- A himlő erythrodermiákról. Budapest, 1900. (Orvosi Hetilap Közleményei)
- A bőrhólyagok savójának fehérnyetartalma, különös tekintettel az angioneurosisok tanára. Budapest, 1900. (Vas Bernáttal. Különnyomat az Orvosi Hetilapból)
- A kritikus izzadás magyarázata. Budapest, 1901. (Különnyomat a Gyógyászatból)
- Bőrbetegségek kezelése Röntgen-fénynyel és Fiuren módszere szerint. Budapest, 1901. (Orvosi Hetilap Közleményei).
- Milyen bőrelváltozások idézhető elő a bőr előművi ingerlése által? Budapest, 1902. (Orvosi Hetilap Közleményei)
- Spezielle Diagnostik der Hautkrankheiten. 1906
- A bőrbetegségek felismerése és gyógyítása. 1907
- Klinikai észleletek az emborliás bőrtuberkulózisról. Budapest, 1908
- Epidermolysis hereditaria buliosa. (Köbner). Budapest, 1908. (Különnyomat a Pester med.-chirurg. Presseből)